# Sotavento
Sotavento er Kap Verdes sydlige øgruppe og består af de fire øer Maio, Brava, Fogo og Santiago. Maio ligger i øst og er en flad ørkenagtig ø, mens de tre sidste er klippeformede og vulkanske og er de øer, som først blev befolket på Kap Verde.
15°N 24°V / 15°N 24°V